# 訃報 2016年10月
訃報 2016年10月（ふほう 2016ねん10がつ）では、2016年10月に物故した、又は物故が報じられた人物についてまとめる。

## (1日 - 15日)

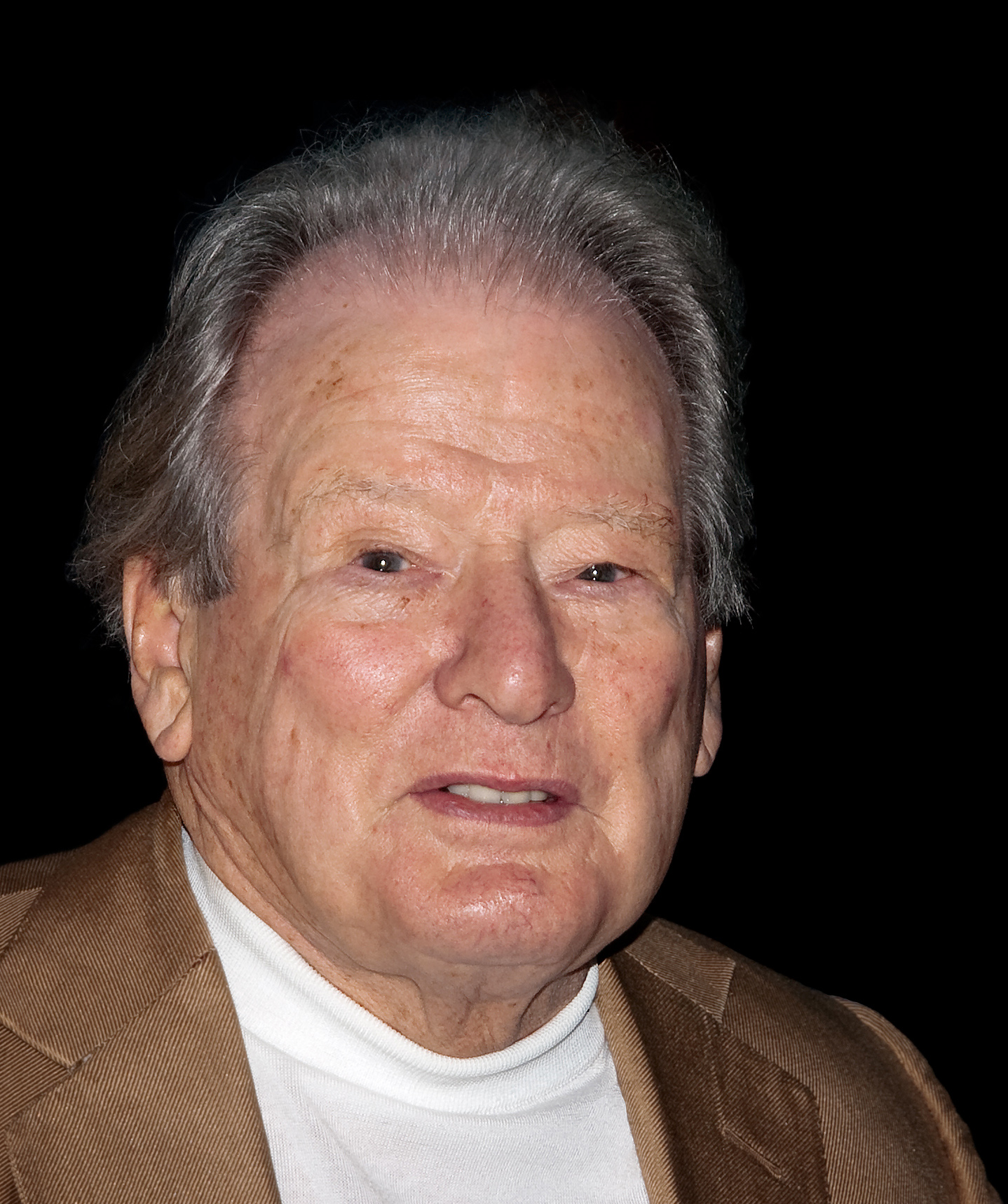
ネヴィル・マリナー／10月2日没

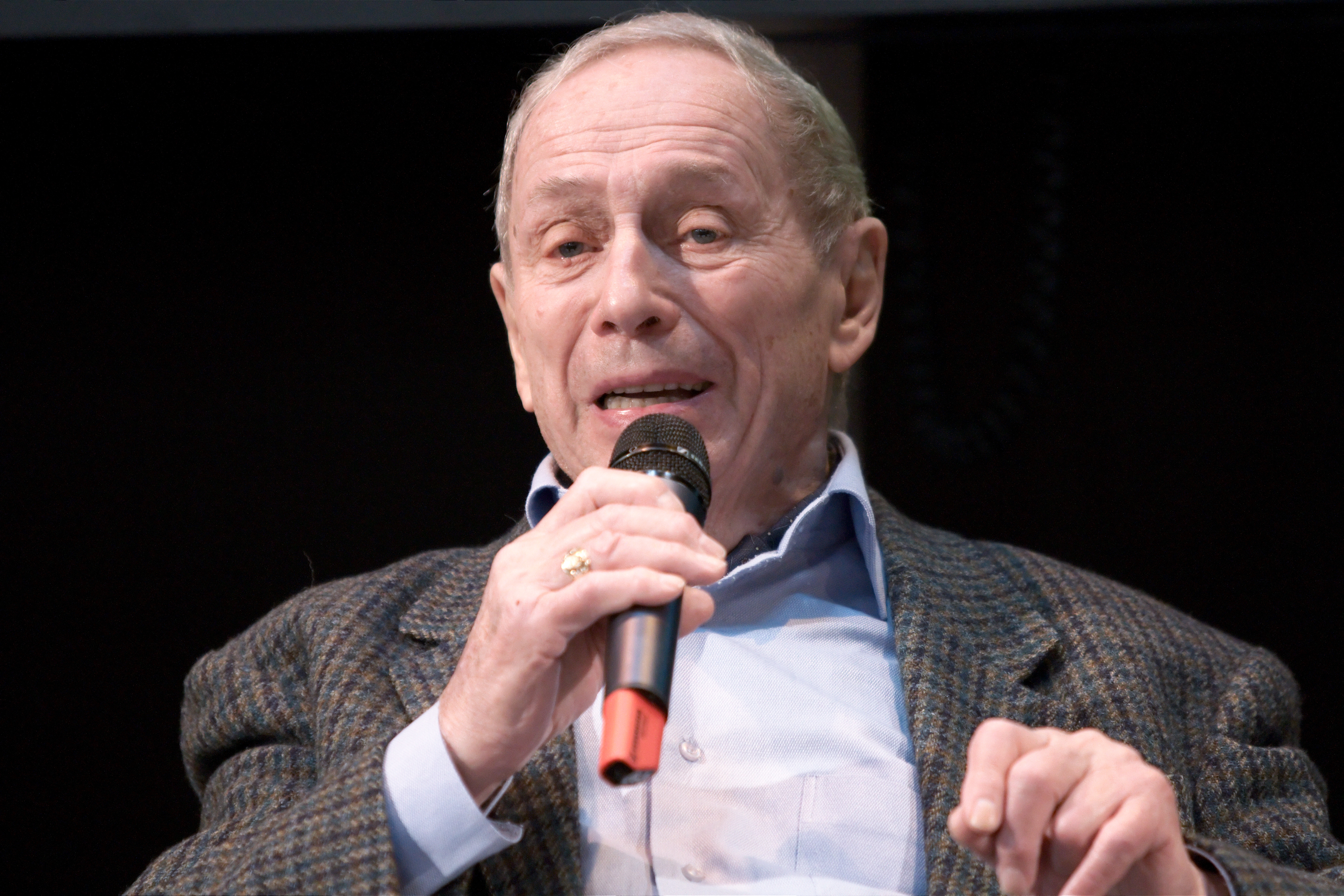
ジョルジュ・バランディエ／10月5日没

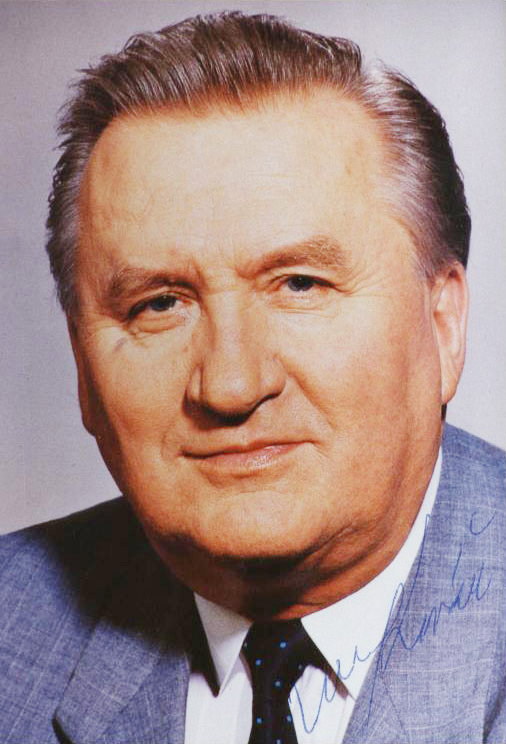
ミハル・コヴァーチ／10月5日没

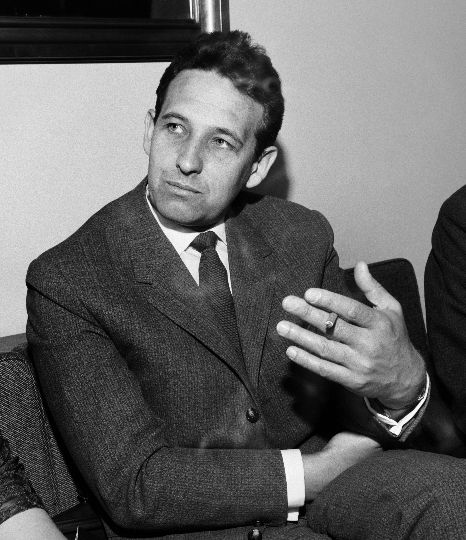
アンジェイ・ワイダ／10月9日没

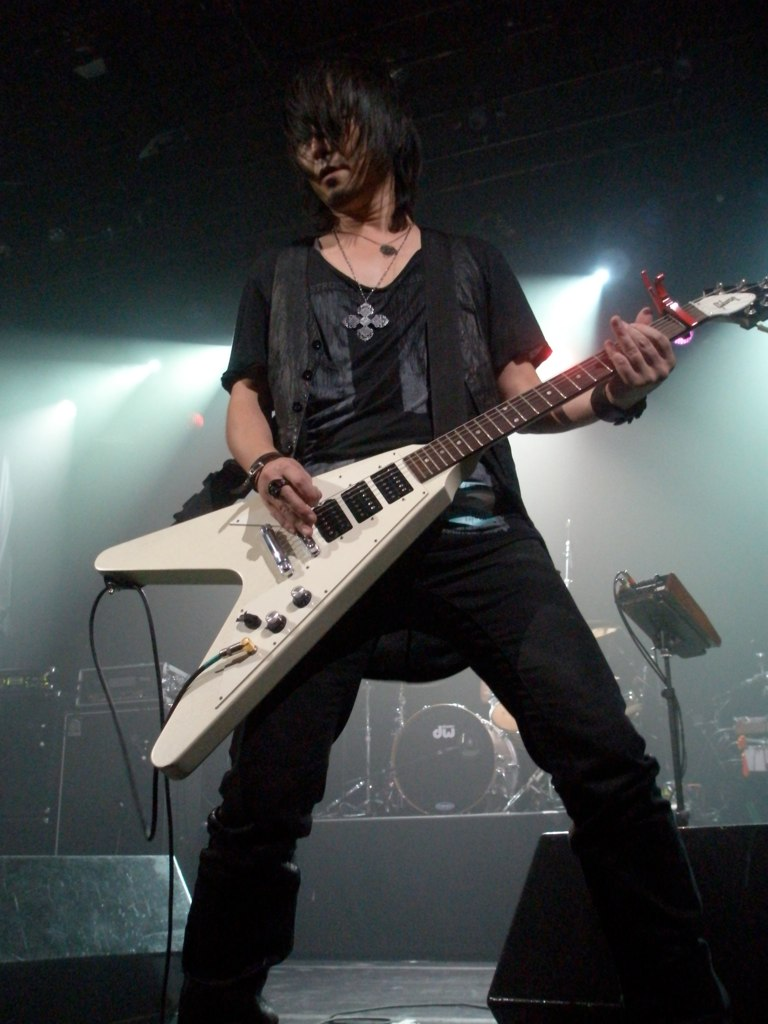
川島道行／10月9日没

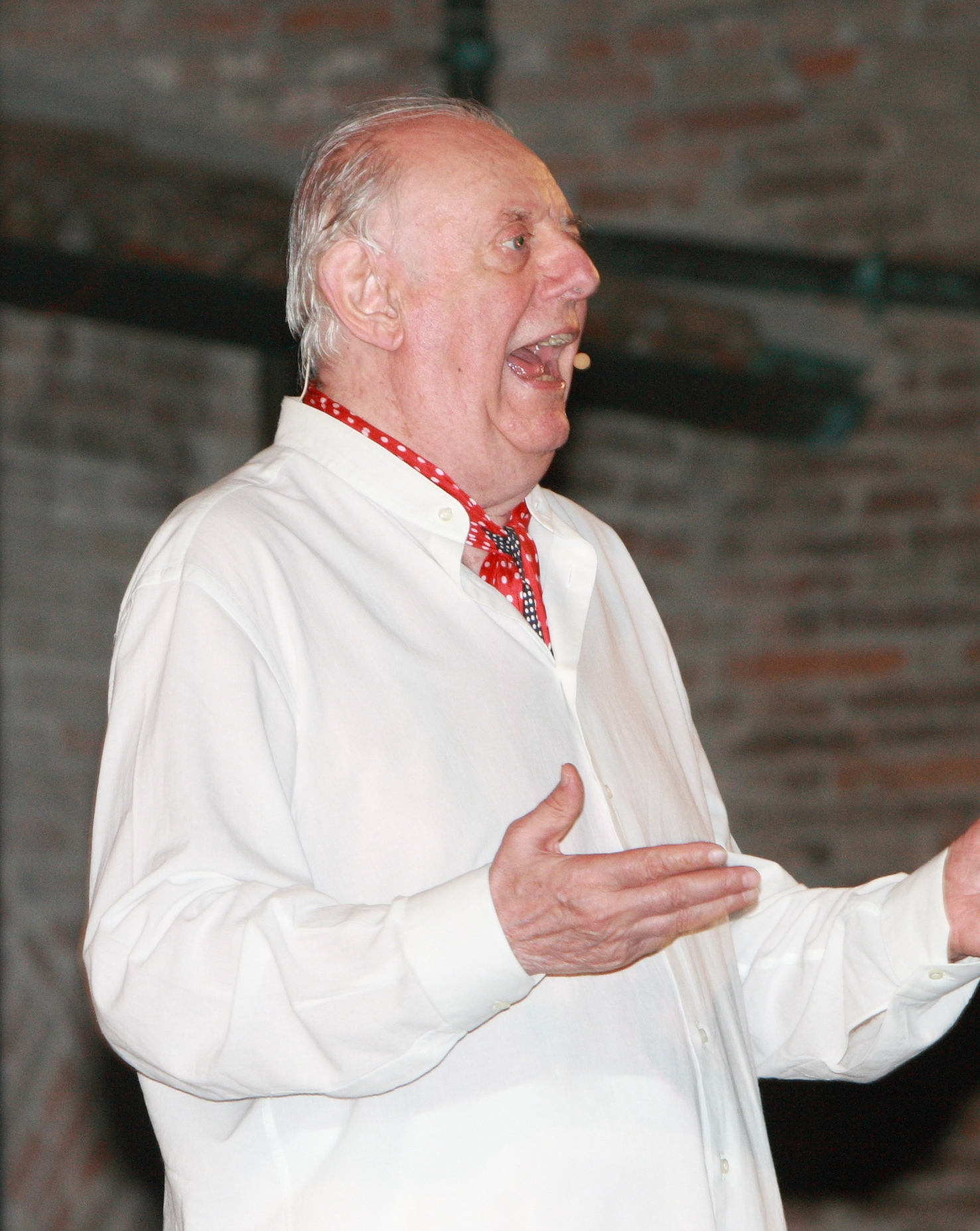
ダリオ・フォ／10月13日没

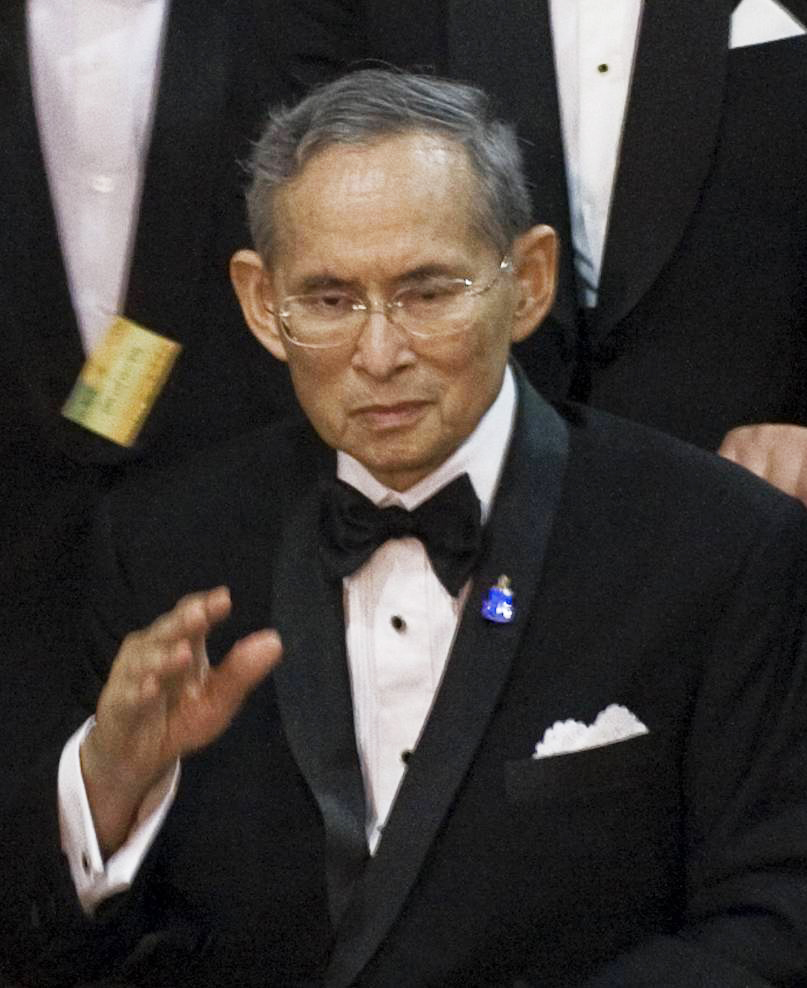
プミポン国王／10月13日没

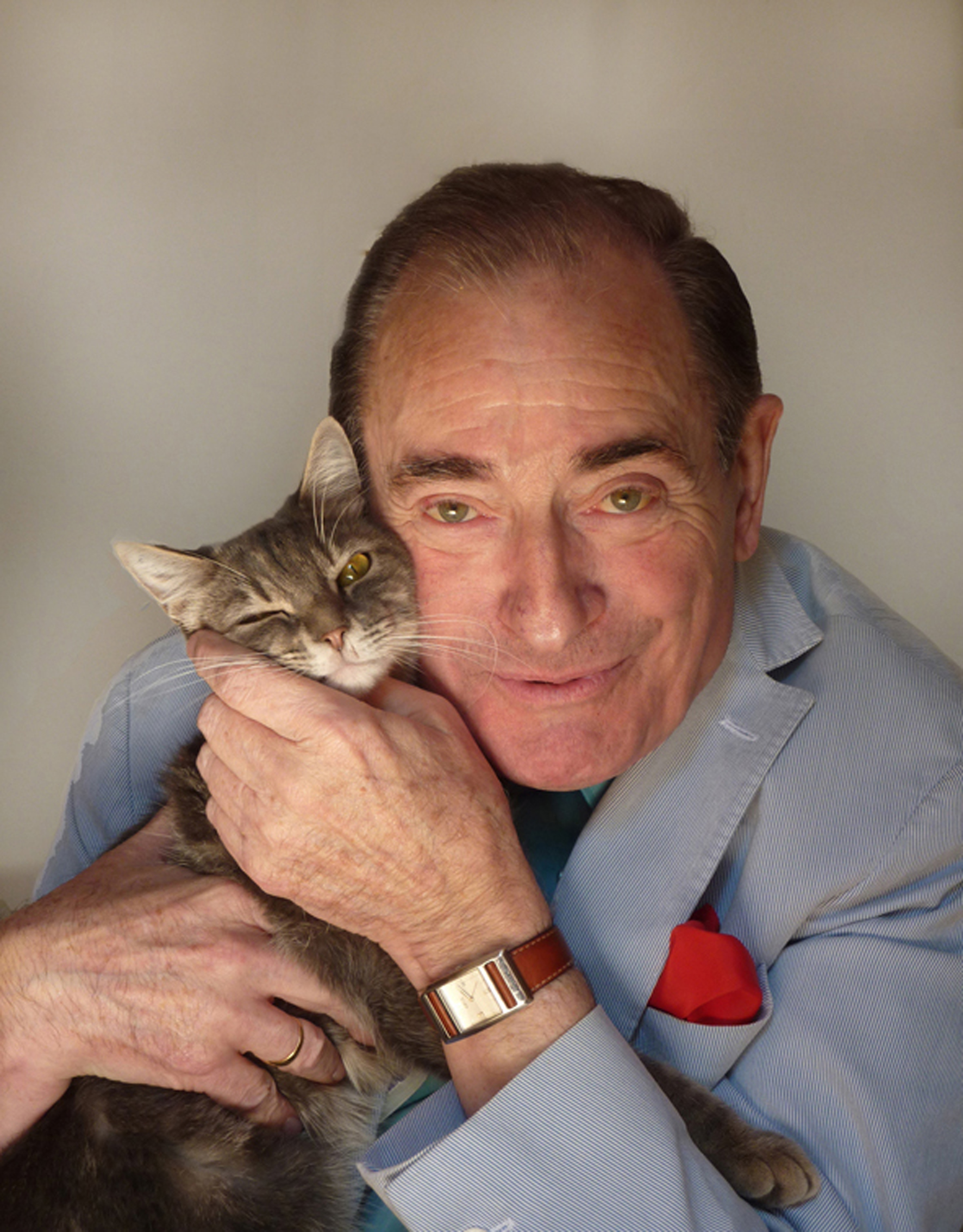
ピエール・エテックス／10月14日没

- 10月1日 - 尾田孝、日本の実業家、元日本精線社長（* 1926年）[1]
- 10月1日 - 浅井一平、日本の実業家、元東京田辺製薬社長（* 1929年）[2]
- 10月1日 - デヴィッド・ハード（英語版）、スコットランドのサッカー選手（* 1934年）[3]
- 10月2日 - ネヴィル・マリナー、イギリスの指揮者（* 1924年）[4]
- 10月2日 - 鷲尾弘志、日本の政治家、元兵庫県議会議長（* 1926年?）[5]
- 10月2日 - 石橋武夫、日本の実業家、元京都西川社長（* 1932年）[6]
- 10月2日 - たかや健二、日本の漫画家（* 1955年）[7]
- 10月2日 - 高萩保治、日本の音楽教育学者、東京学芸大学名誉教授（* 1928年）[8]
- 10月3日 - 蔡啓瑞（中国語版）、中国の物理化学者、中国科学院院士（* 1913年）[9]
- 10月3日 - 中尾礼二、日本の実業家、元ニチモウ社長（* 1931年）[10]
- 10月4日 - 鈴木恒年、日本の政治家、前東京都足立区長（* 1933年）[11]
- 10月4日 - 北代耿士、日本の実業家、元パナソニック副社長、元日本エア・リキード会長（* 1945年）[12]
- 10月5日 - ジョルジュ・バランディエ、フランスの社会学者（* 1920年）[13]
- 10月5日 - ミハル・コヴァーチ、スロバキアの政治家、初代大統領（* 1930年）[14]
- 10月5日 - 長江啓泰、日本の自動車工学者、日本大学名誉教授（* 1935年）[15]
- 10月5日 - 保田道世、日本のアニメーション色彩設計者（* 1939年）[16]
- 10月5日 - 井上竜夫、日本の喜劇俳優、吉本新喜劇（* 1941年）[17]
- 10月6日 - 広瀬善男、日本の法学者、明治学院大学名誉教授（* 1927年）[18]
- 10月6日 - 長尾みのる、日本のイラストレーター、装丁家（* 1929年）[19]
- 10月6日 - 工藤節朗、日本の俳人、俳人協会評議員（* 1934年?）[20]
- 10月6日 - ロッド・テンパートン、イギリスの作詞家、作曲家、音楽プロデューサー（* 1949年）[21]
- 10月6日 - 冨好和幸、日本の競艇選手（* 1958年）[22]
- 10月7日 - 平井保光、日本の政治家、元青森県風間浦村長（* 1923年?）[23]
- 10月7日 - 丹波實、日本の外交官、元駐ロシア大使（* 1938年）[24]
- 10月8日 - 田貝正人、日本の実業家、元三菱商事副社長、元金商又一社長（* 1924年）[25]
- 10月8日 - 松岡由雄、日本の落語プロデューサー、立川談志の弟（* 1940年?）[26]
- 10月8日 - 北林由孝、日本の実業家、BSフジ相談役、元社長（* 1944年）[27]
- 10月8日 - 仲野誠、日本の社会学者、鳥取大学教授（* 1965年）[28]
- 10月9日 - アンジェイ・ワイダ、ポーランドの映画監督（* 1926年）[29]
- 10月9日 - 浅野伍朗、日本の病理学者、日本医科大学名誉教授（* 1936年）[30]
- 10月9日 - 溝口舜亮、日本の俳優（* 1942年）[31]
- 10月9日 - アーロン・プライヤー、アメリカ合衆国のプロボクサー（* 1955年）[32]
- 10月9日 - 川島道行、日本のミュージシャン（* 1969年）[33]
- 10月10日 - 中村兼三、日本の実業家、元NEC会長（* 1924年?）[34]
- 10月10日 - 越島哲夫、日本の木材化学学者、京都大学名誉教授（* 1926年）[35]
- 10月10日 - 佐々木勝也、日本の実業家、佐々木酒造会長、佐々木蔵之介の父（* 1933年）[36]
- 10月10日 - 田中一成、日本の声優、ナレーター（* 1967年）[37]
- 10月11日 - 松尾常盤、日本の政治家、前長崎県波佐見町長（* 1928年?）[38]
- 10月12日 - 山崎灘青、日本の書家、元毎日書道展審査会員・参与会員（* 1927年?）[39]
- 10月12日 - 西田正則、日本の政治家、初代兵庫県たつの市長（* 1933年）[40]
- 10月12日 - ディラン・リーダー（英語版）、アメリカのスケートボーダー、モデル（* 1988年）[41]
- 10月13日 - ダリオ・フォ、イタリアの劇作家、俳優（* 1926年）[42]
- 10月13日 - プミポン国王（プーミポンアドゥンラヤデート）、タイの王族、チャクリー王朝第9代タイ国王（* 1927年）[43]
- 10月13日 - 小嶋一浩、日本の建築家、横浜国立大学大学院Y-GSA教授（* 1958年）[44]
- 10月14日 - 武田克之、日本の医学者、徳島大学名誉教授（* 1927年）[45]
- 10月14日 - ピエール・エテックス、フランスの俳優、映画監督、道化師、イラストレーター（* 1928年）[46]
- 10月14日 - 中村時蝶、日本の歌舞伎俳優（* 1929年）[47]
- 10月14日 - 井戸田富隆、日本の政治家、元小牧市議会副議長、井戸田潤の父（* 1933年）[48]
- 10月14日 - 嵐野英彦、日本の作曲家（* 1935年）[49]
- 10月14日 - 河野昭一、日本の植物学者、京都大学名誉教授（* 1936年）[50]
- 10月14日 - 斎田祐造、日本の実業家、元テレビ朝日専務（* 1940年）[51]
- 10月14日~15日 - 吾妻兼治郎、日本の彫刻家（* 1926年）[52]
- 10月15日 - 富山治夫、日本の写真家（* 1935年）[53]
- 10月15日 - 梅村雄彦、日本の実業家、元金沢名鉄丸越百貨店社長（* 1944年）[54]

## (16日 - 31日)

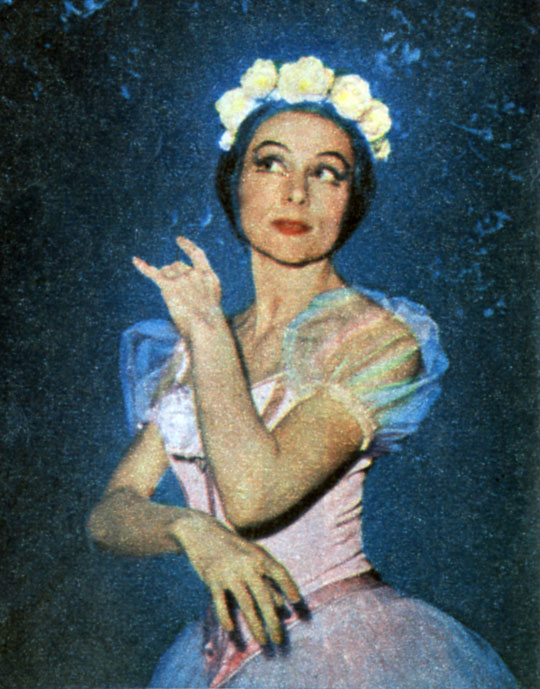
イヴェット・ショヴィレ／10月19日没

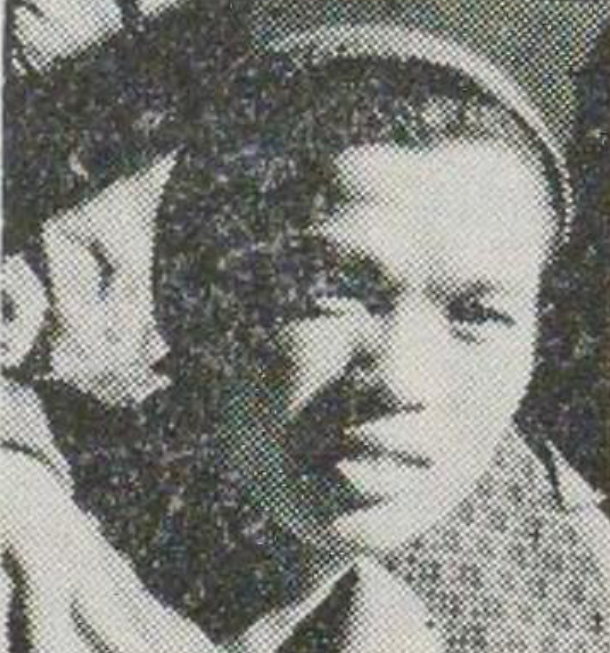
肝付兼太／10月20日没

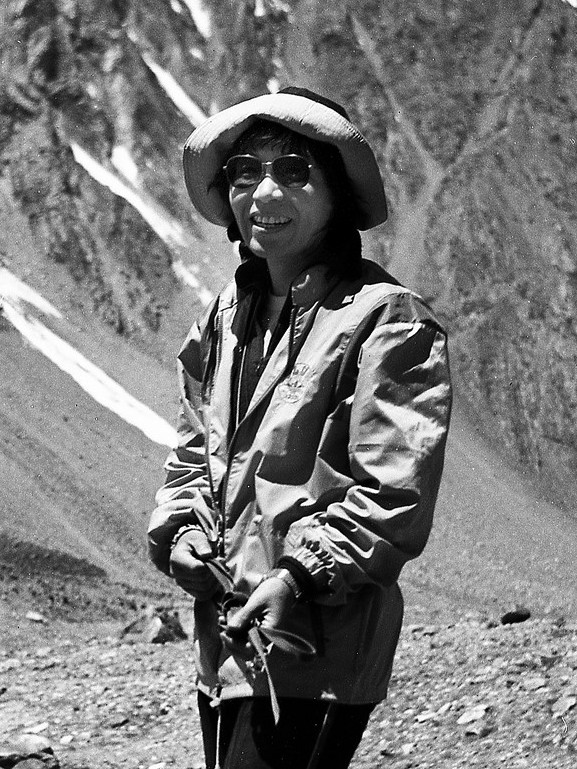
田部井淳子／10月20日没

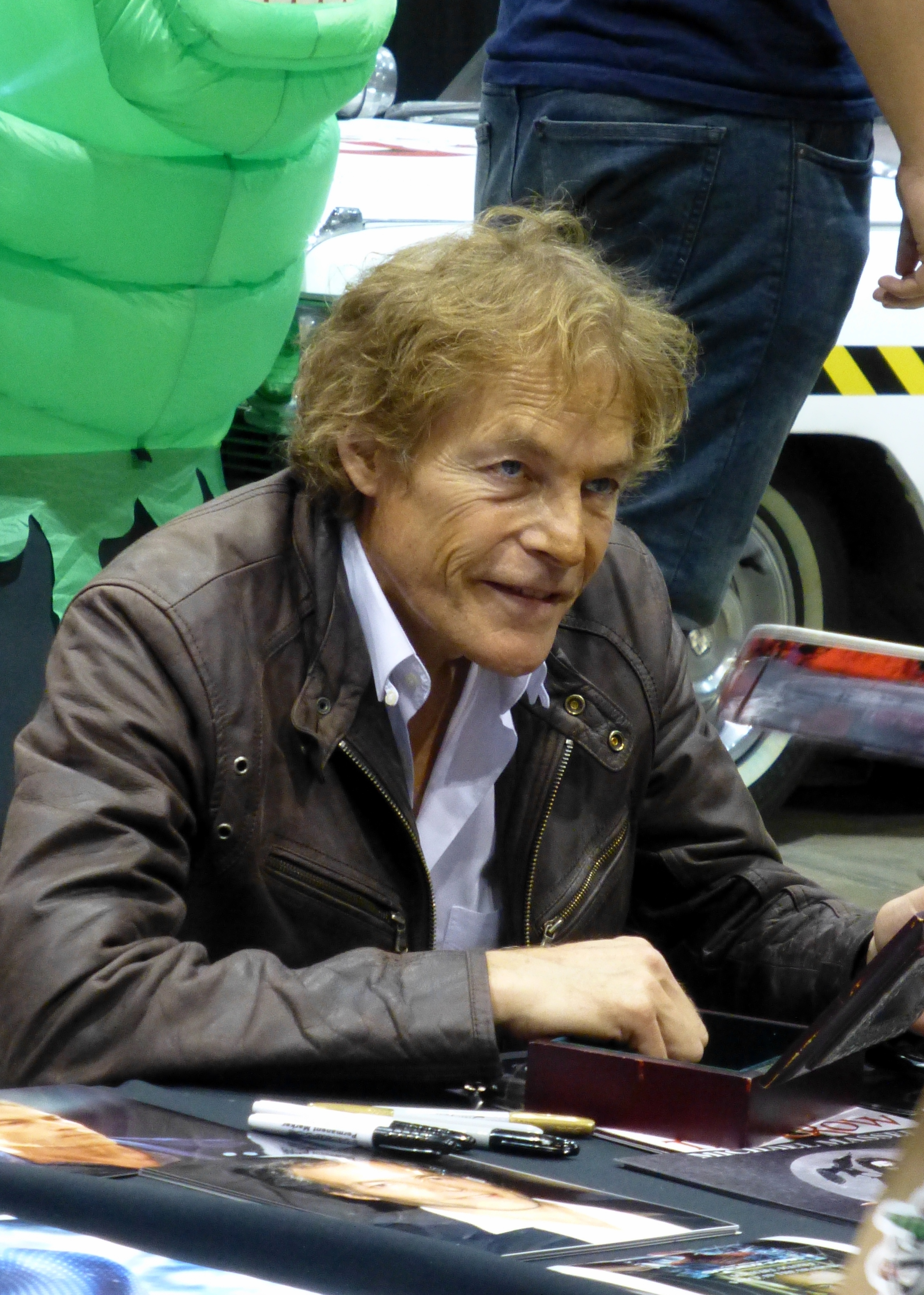
マイケル・マッシー／10月20日没

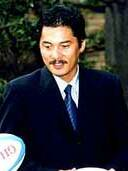
平尾誠二／10月20日没

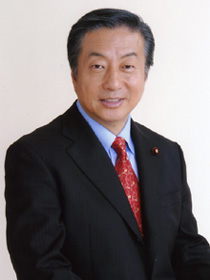
小坂憲次／10月21日没

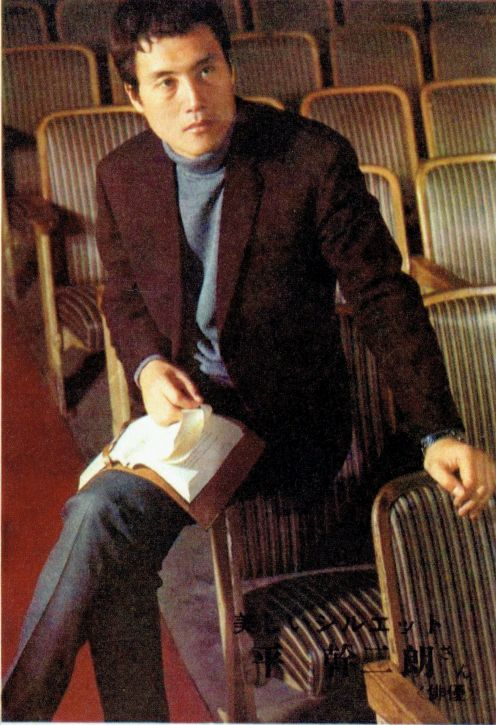
平幹二朗／10月22日没

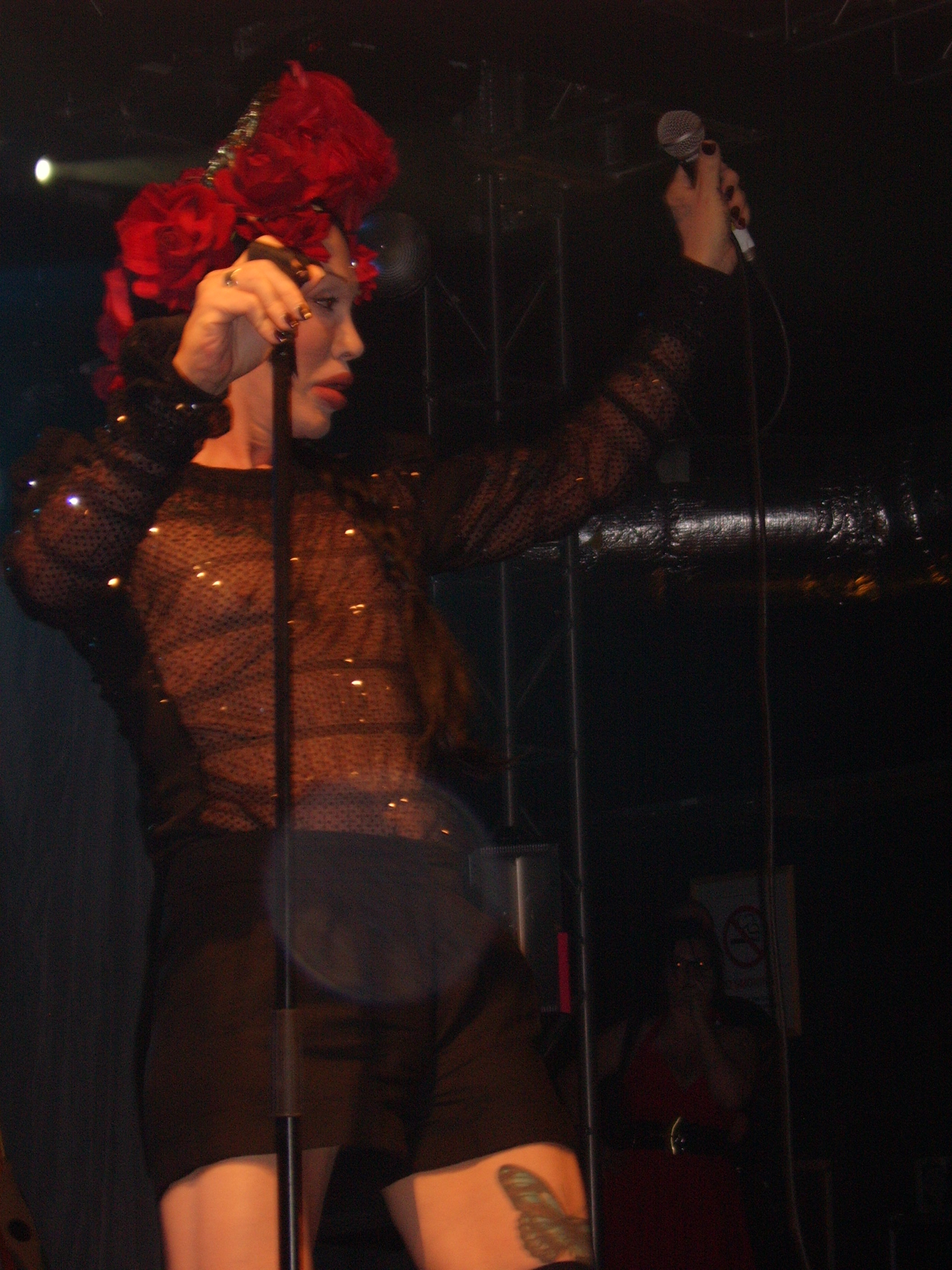
ピート・バーンズ／10月23日没

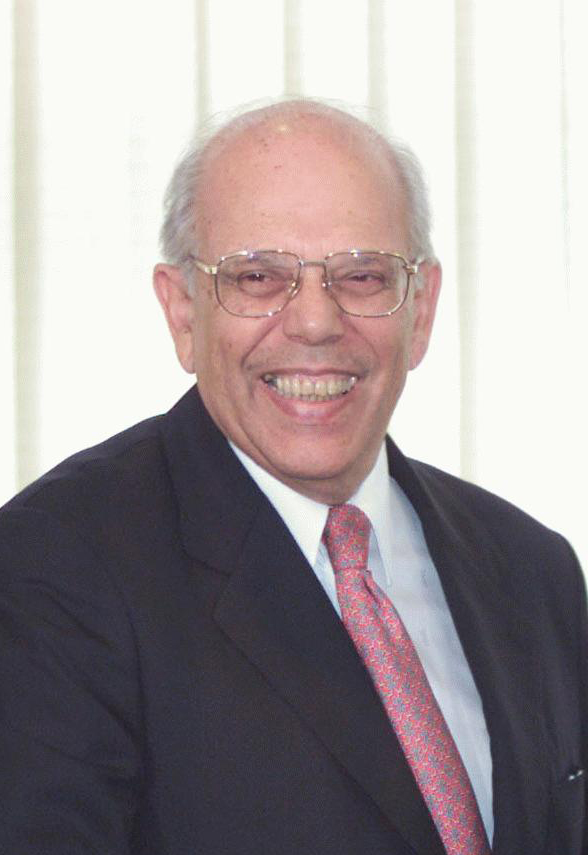
ホルヘ・バジェ・イバニェス／10月24日没

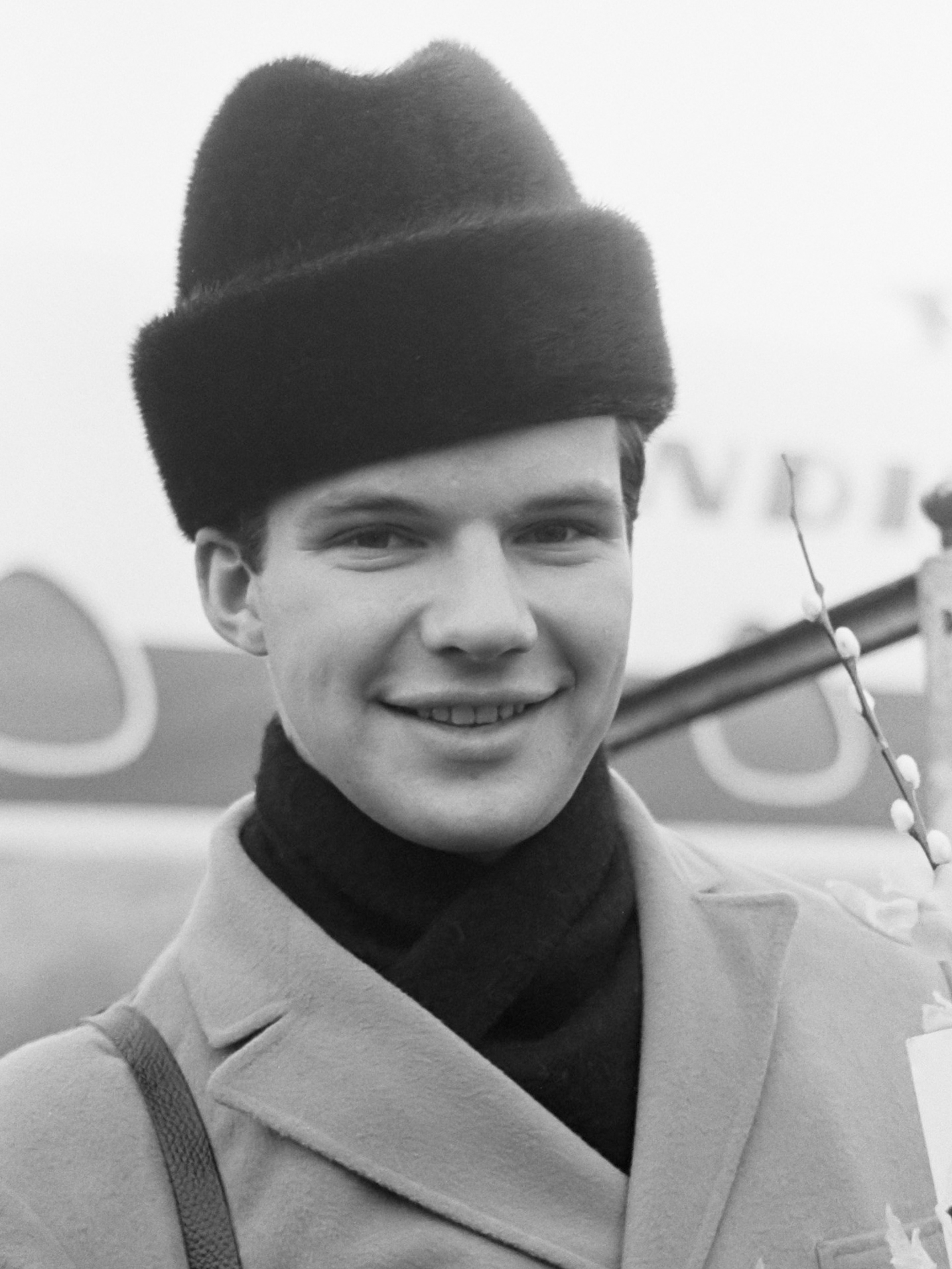
ボビー・ヴィー／10月24日没

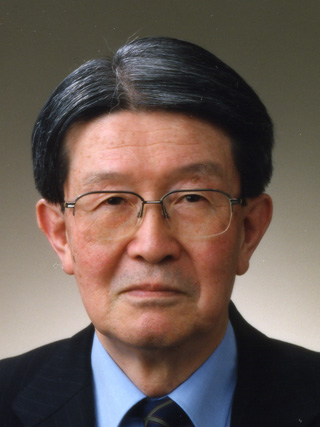
貝塚啓明／10月25日没

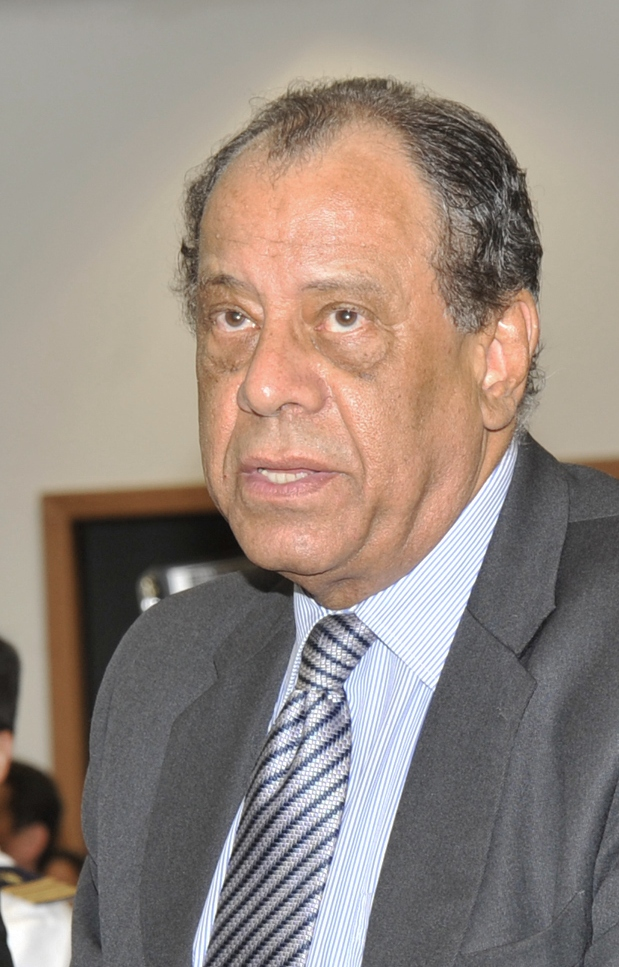
カルロス・アウベルト／10月25日没

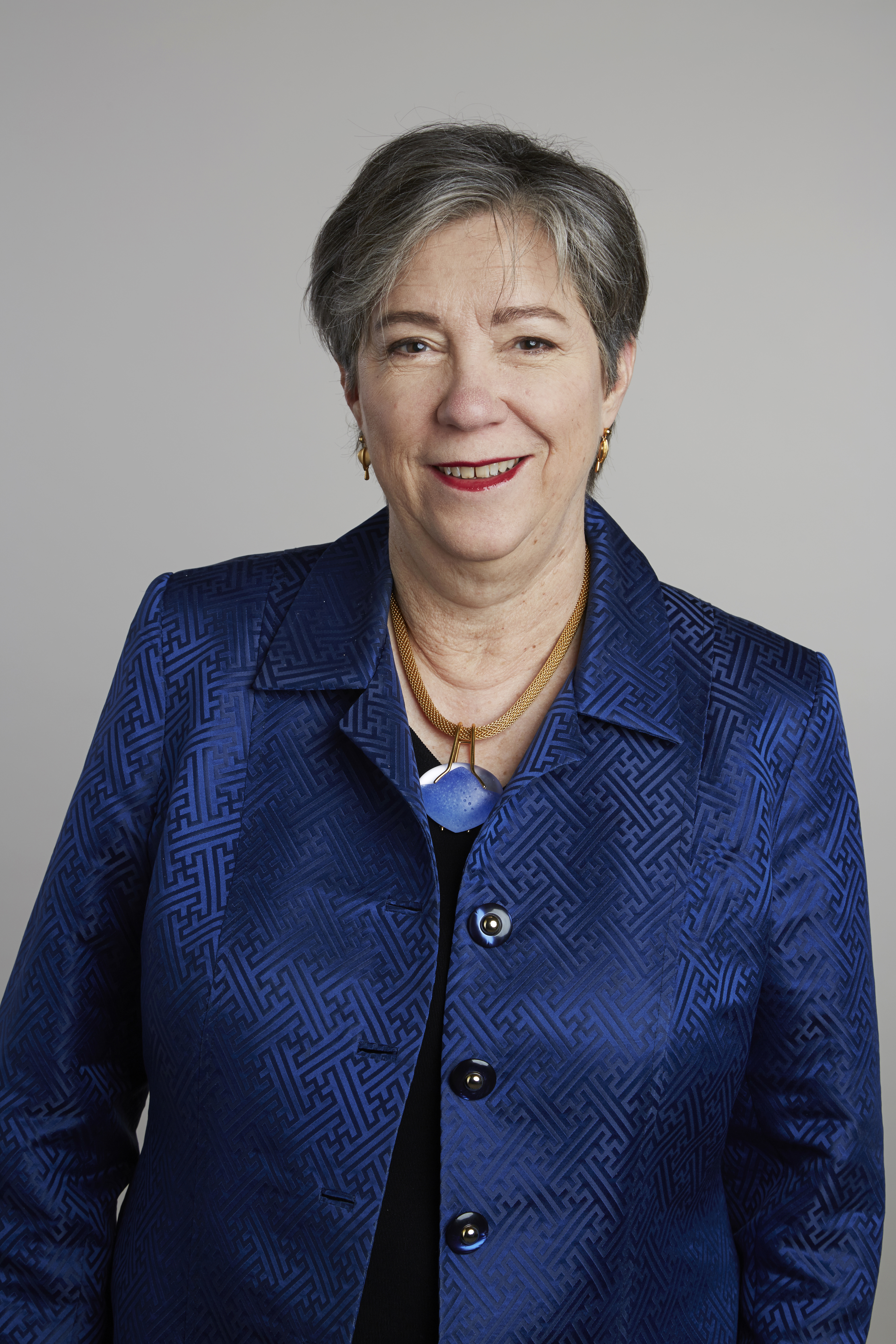
スーザン・リンドキスト／10月25日没

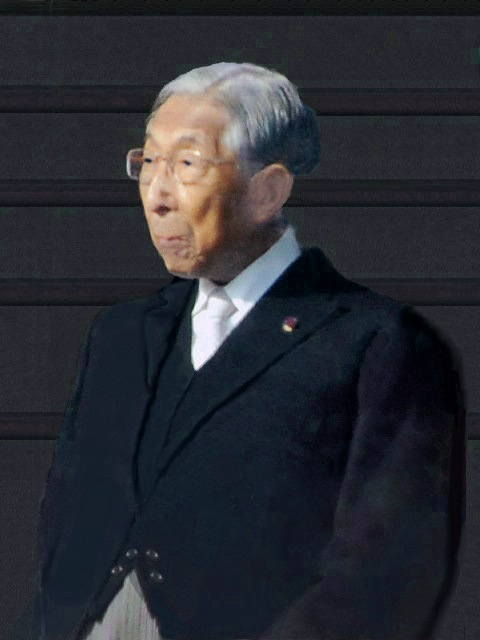
三笠宮崇仁親王／10月27日没

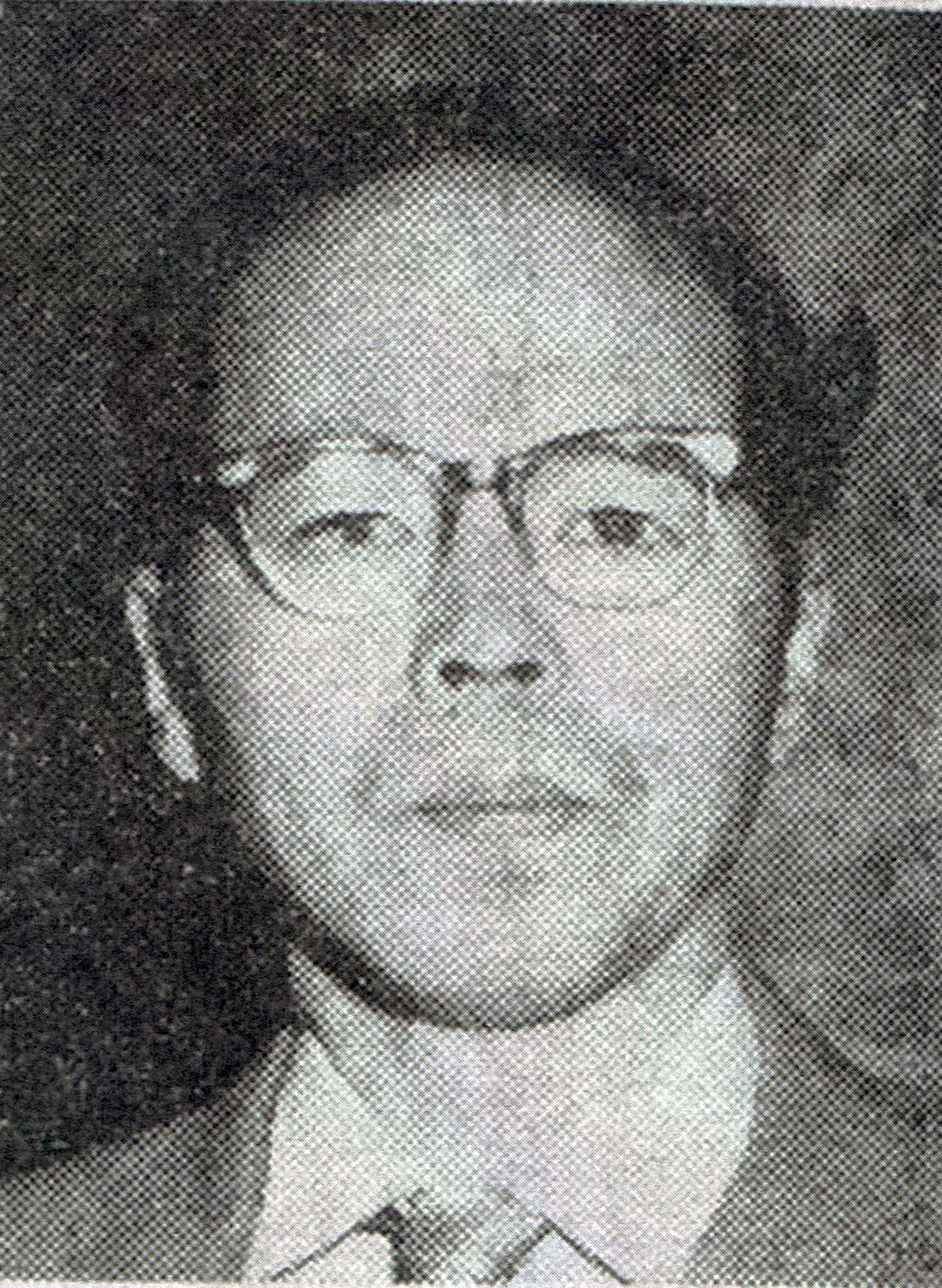
伊藤桂一／10月29日没

- 10月16日 - 篠田晃、日本の実業家、元名糖産業社長（* 1920年）[55]
- 10月16日 - 春日千春、日本の放送プロデューサー、大映テレビ顧問（* 1934年）[56]
- 10月16日 - たかしまあきひこ、日本の作曲家・編曲家（* 1943年）[57]
- 10月17日 - 宮脇安治、日本の実業家、宮脇書店相談役（* 1924年?）[58]
- 10月17日 - 和野内崇弘、日本の教育学者、元静修女子大学・静修短期大学学長、元学校法人札幌国際大学理事長（* 1932年）[59]
- 10月17日 - 笹るみ子、日本の女優（* 1940年）[60]
- 10月18日 - 清水繁夫、日本の実業家、元相鉄ローゼン社長（* 1924年）[61]
- 10月18日 - 上田健一、日本のジャーナリスト、元毎日新聞社主筆（* 1927年）[62]
- 10月18日 - 近藤俊彦、日本の陸上自衛官、第12代陸上自衛隊第12師団長（* 1927年?）[63]
- 10月18日 - 江守五夫、日本の社会学者、千葉大学名誉教授（* 1929年）[64]
- 10月18日 - 後藤純男、日本の日本画家、東京芸術大学名誉教授（* 1930年）[65]
- 10月18日 - 山田弘幸、日本の実業家、元内海造船社長（* 1937年?）[66]
- 10月19日 - イヴェット・ショヴィレ、フランスのバレエダンサー（* 1917年）[67]
- 10月19日 - 尾藤三柳、日本の川柳作家（* 1929年）[68]
- 10月19日 - 古川功、日本の化学者、同志社大学名誉教授（* 1932年?）[69]
- 10月19日 - 井出洋一郎、日本の美術評論家、群馬県立近代美術館館長（* 1949年）[70]
- 10月20日 - 肝付兼太、日本の声優、俳優、演出家、劇団21世紀FOX代表（* 1935年）[71]
- 10月20日 - 田部井淳子、日本の登山家（* 1939年）[72]
- 10月20日 - 大野紀明、日本の政治家、愛知県稲沢市長（* 1945年）[73]
- 10月20日 - マイケル・マッシー、アメリカ合衆国の俳優（* 1952年）[74]
- 10月20日 - 神崎繁、日本の哲学者、専修大学教授（* 1952年）[75]
- 10月20日 - 平尾誠二、日本の元ラグビー選手、元ラグビー日本代表監督、神戸製鋼コベルコスティーラーズ総監督兼任ゼネラルマネージャー（* 1963年）[76]
- 10月20日 - 小路啓之、日本の漫画家（* 1970年）[77]
- 10月21日 - 藤原勲、日本の植物学者、佐賀大学名誉教授（* 1921年）[78]
- 10月21日 - レイン・スペンサー、イギリスの伯爵夫人、ダイアナ元皇太子妃の継母（* 1929年）[79]
- 10月21日 - 西室覚、日本の政治家、元山梨県大月市長（* 1932年）[80]
- 10月21日 - 小坂憲次、日本の政治家、元衆議院議員・参議院議員【自由民主党・新生党・新進党・太陽党・民政党所属】、第7代文部科学大臣（* 1946年）[81][82]
- 10月21日 - ピエール・マーチン、カナダのプロレスラー（* 1947年）[83]
- 10月21日 - 栗原恒男、日本の実業家、元上田ハーロー社長（* 1960年?）[84]
- 10月22日 - 滝沢毅、日本の実業家、元日本ゼオン社長（* 1927年?）[85]
- 10月22日 - 塚本哲也、日本のノンフィクション作家（* 1929年）[86]
- 10月22日[87] - 平幹二朗、日本の俳優、演出家（* 1933年）[88]
- 10月23日 - 今井久夫、日本の政治評論家（* 1920年）[89]
- 10月23日 - 5代目中村鶴蔵、日本の歌舞伎俳優、劇団前進座座友（* 1925年）[90]
- 10月23日 - 村井修、日本の写真家（* 1928年）[91]
- 10月23日 - 今井晶三、日本の政治家、元兵庫県豊岡市長（* 1931年）[92]
- 10月23日 - 石田章六、日本のヤクザ、指定暴力団山口組顧問、章友会会長（* 1932年）[93]
- 10月23日 - 日比英一、日本のアナウンサー、中部日本放送常任参与、元中部日本放送常務取締役（* 1934年）[94]
- 10月23日 - 中西夏之、日本の前衛美術・現代美術家、東京藝術大学名誉教授（* 1935年）[95]
- 10月23日 - トム・ヘイデン（英語版）、アメリカ合衆国の反戦活動家、ヘイデン法産みの親（* 1939年）[96]
- 10月23日 - 羽黒岩智一、日本の大相撲力士（元小結）（* 1946年）[97][98][99]
- 10月23日 - たぬき、日本の女優（* 1954年）[100]
- 10月23日 - ピート・バーンズ、イギリスの歌手（* 1959年）[101]
- 10月24日 - 粟沢靖之、日本の歯学者、日本大学名誉教授（* 1922年）[102]
- 10月24日 - ホルヘ・バジェ・イバニェス、ウルグアイの政治家、第38代大統領（* 1927年）[103]
- 10月24日 - 中山俊丈、日本のプロ野球選手【中日ドラゴンズ所属】（* 1935年）[104]
- 10月24日 - ボビー・ヴィー、アメリカ合衆国の歌手（* 1943年）[105]
- 10月24日 - 平野昭一、日本の実業家、元キャタピラージャパン社長（* 1943年）[106]
- 10月25日 - 8代目伊藤文吉、日本の大地主、北方文化博物館館長（* 1927年）[107]
- 10月25日 - 2代目春野百合子、日本の浪曲師（* 1927年）[108]
- 10月25日 - 蔵本淳、日本の血液内科学者、広島大学名誉教授（* 1932年）[109]
- 10月25日 - 百々壽、日本の政治家、元徳島県牟岐町長（* 1933年?）[110]
- 10月25日 - 貝塚啓明、日本の経済学者、東京大学名誉教授、財務省財務総合政策研究所名誉所長（* 1934年）[111]
- 10月25日 - 池谷仙克、日本の美術監督（* 1940年）[112]
- 10月25日 - カルロス・アウベルト、ブラジルの元サッカー選手、サッカー指導者（* 1944年）[113]
- 10月25日 - 杉浦文夫、日本の経済評論家、浜松市立高等学校民間人校長（* 1958年）[114][115]
- 10月26日 - 道正邦彦、日本の労働官僚、元労働事務次官、元内閣官房副長官（* 1919年）[116]
- 10月26日 - 穂坂衛、日本のコンピュータ技術者、東京大学名誉教授（* 1920年）[117]
- 10月26日 - 高井有一、日本の小説家（* 1932年）[118]
- 10月26日 - 百瀬明治、日本の作家（* 1941年）[119]
- 10月26日 - スーザン・リンドキスト、アメリカ合衆国の分子生物学者（* 1949年）[120]
- 10月26日 - みくる、日本のヒジュアル系ロックバンド、レイヴのギタリスト[121]
- 10月27日 - 中井正文、日本のドイツ文学者、作家、広島大学名誉教授（* 1913年）[122]
- 10月27日 - 三笠宮崇仁親王、日本の皇族（皇位継承順位第5位）、歴史学者、元陸軍軍人（* 1915年）[123]
- 10月27日 - 三箇山正雄、日本の実業家、元クボタ副社長（* 1922年）[124]
- 10月28日 - 杉本國友、日本の政治家、元徳島県西祖谷山村長（* 1916年）[125]
- 10月28日 - 沼川洋一、日本の政治家、元公明党衆議院議員（* 1931年）[126]
- 10月29日 - 吉田正光、日本の最高齢男性（* 1904年）[127]
- 10月29日 - 伊藤桂一、日本の小説家、詩人（* 1917年）[128]
- 10月29日 - 吉田銀葉、日本の俳人（* 1924年）[129]
- 10月29日 - 尾原悟、日本の歴史学者、上智大学名誉教授（* 1929年）[130]
- 10月29日 - 品川鈴子、日本の俳人（* 1932年）[131]
- 10月29日 - ペン・ソバン、カンボジアの政治家、軍人、カンボジア人民共和国初代首相（* 1936年）[132]
- 10月29日 - 栗山裕吉、日本の弁護士、元日本弁護士連合会副会長、元札幌弁護士会会長（* 1939年?）[133]
- 10月29日 - 斉藤準一、日本の実業家、前神奈川新聞社社長（* 1949年）[134]
- 10月30日 - 菅野晴夫、日本の腫瘍学者（* 1925年）[135]
- 10月30日 - 宗藤尚三、日本の随筆家、牧師、教育者、被爆者（* 1927年）[136]
- 10月30日 - 小林正彦、日本の実業家、プロデューサー、石原プロモーション元専務取締役（* 1936年）[137]
- 10月30日 - 小石原淳一、日本の政治家、元福岡市議会議長（* 1944年）[138]
- 10月30日 - 石橋昇、日本の植物学者、広島大学名誉教授（* 1947年?）[139]
- 10月31日 - シルビオ・ガザニガ、イタリアの彫刻家（* 1921年）[140]
- 10月31日 - 進藤昭男、日本の炭素繊維研究者、産業技術総合研究所関西センター名誉リサーチャー（* 1926年）[141]
- 10月31日 - 浜田幸雄、日本の和紙職人、人間国宝（* 1931年）[142]
- 10月31日 - 安田儀太郎、日本の実業家、元中部日本放送取締役（* 1934年?）[143]
- 10月31日 - 宮本義久、日本の囲碁棋士（* 1939年）[144]
- 10月31日 - 堀越千秋、日本の画家（* 1948年）[145]